# Agostino Saluzzo
Il Serenissimo Agostino Saluzzo (Napoli, 1631 – Corigliano Calabro, 1700) fu il 122º doge della Repubblica di Genova, re di Corsica, principe di Lequile e duca di Corigliano.

## Biografia

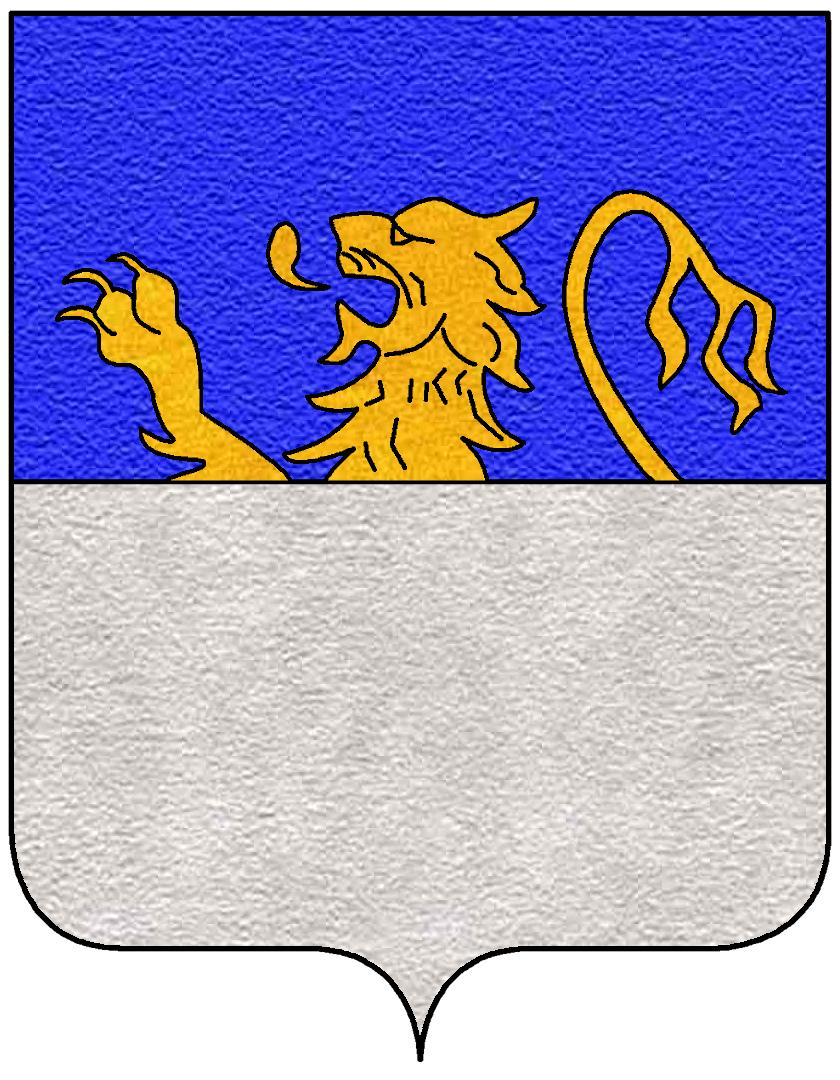
Stemma nobiliare dei Saluzzo del ramo di Napoli

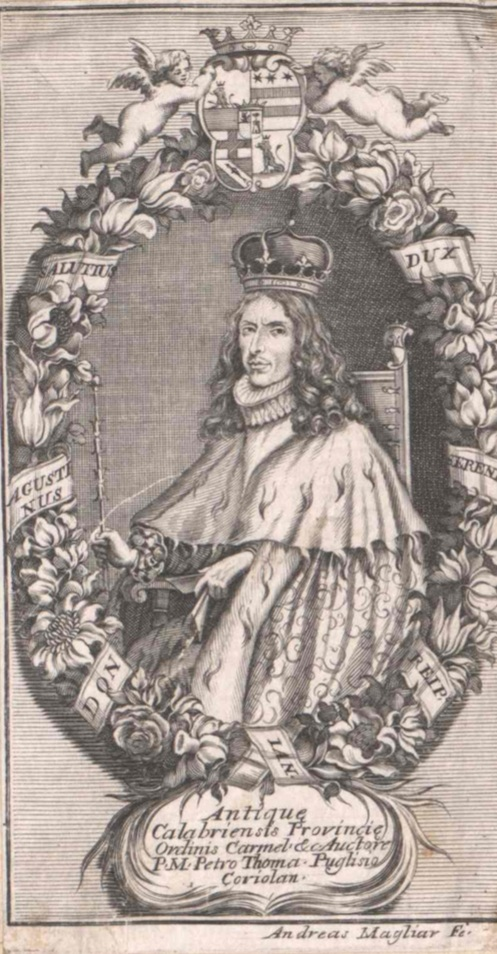
Stampa

La sua famiglia, i Saluzzo, originari di Bonassola nella Riviera di Levante e anche del Savonese, si trasferirono nella capitale genovese dal 1438, ma fu nel Regno di Napoli che ebbero i loro interessi economici e feudali e dove si svilupparono i rami napoletani della famiglia. Fu suo padre, il Magnifico presidente della Regia Camera della Sommaria Giacomo Saluzzo, che nel 1643 fece costruire a Genova la cripta all'interno del santuario della Madonna del Monte - e dove fu collocata la venerata effigie della Vergine Maria - per adempiere al voto religioso fatto per la speranza di nascita di prole maschile che effettivamente avvenne nel 1631 con il primogenito Agostino dal secondo matrimonio con Dorotea Donati.
Durante la rivoluzione popolare ordita da Masaniello contro il potere spagnolo - tra il 1647 e il 1648 - Agostino Saluzzo fu chiamato alle armi per difendere la corona, ma anche i propri beni di famiglia nei territori del reame di Napoli, e il suo nome lo si ritrova nelle cronache del feudo di Corigliano nell'atto di difesa del locale castello. Nel 1649 per i servigi prestati e per la difesa fu insignito dal re Filippo IV di Spagna del titolo di duca di Corigliano e, nel 1691, il titolo di signore e principe di Lequile.
Solamente nel 1665 fece ritorno a Genova dove fu impiegato in uffici riguardanti il commercio e le finanze dello stato genovese. Nel 1669 fu estratto senatore della Repubblica.
Salì al potere dogale con l'elezione del 5 luglio 1673 e il suo mandato fu il settantasettesimo in successione biennale e il centoventiduesimo nella storia repubblicana. In qualità di doge fu investito anche della correlata carica biennale di re di Corsica.
Terminato il dogato il 4 luglio 1675 è probabile che continuò a servire la repubblica fino al decesso che avvenne a Corigliano Calabro nel 1700; il corpo venne tumulato all'interno dello stesso santuario.

## Vita privata
Dalle prime nozze con Cornelia Invrea nacque, il 18 maggio 1648, il figlio Giacomo, mentre il secondo matrimonio con Paola Sauli diede alla luce Giovanni Filippo nel 1654.